# Scar Tissue (bok)
Scar Tissue är en biografi om Anthony Kiedis som skrevs av Kiedis själv och Larry Sloman. Boken gavs ut år 2004 av Hyperion. Den svenska utgåvan, i översättning av Einar Heckscher, utgavs av Reverb år 2007.
I boken berättar Kiedis om sin uppväxt, sitt drogmissbruk och om hur Red Hot Chili Peppers bildades och alla bandmedlemmar som kommit och gått genom åren. Samtidigt berättar han om kvinnorna i sitt liv.